# 乐圣少女
《乐圣少女》（日語：楽聖少女）是日本轻小说作家杉井光所写的轻小说系列，插画师为岸田梅尔，2012年5月10日开始于电击文库发行，目前日文版已发行4册。

## 故事简介
生于音乐世家的主人公Yuki（ユキ）在高二暑假的一天，因为暴风雨而被困在学校的图书馆内，被突然出现的自称梅菲斯托費勒斯的女恶魔带到了十九世纪初期的欧洲。
与恶魔订立了契约的Yuki，被恶魔夺走了原本的名字，而灵魂进入了德国文豪约翰·沃尔夫冈·冯·歌德的身体。
一边以歌德的身份维持生活，一边寻找着回到现代日本方法的Yuki，却偶然遇上了一位少女。她的名字，竟然是路德维卡·冯·贝多芬，和那位大音乐家的名字只差了一个字......

## 世界观
本作的世界观虽然设定为19世纪初的欧洲大陆（以维也纳为中心），但在真正历史中并未诞生的电话、飞艇以及坦克等却悉数登场，科技水平比正史中有了极大飞跃。在作品中，梅菲斯特将这种现象归结为其他签订契约而“返回”过去的人的功劳，并强调这并非异世界，而只是同一历史的一条“支流”。
此外，在19世纪初真实存在的许多欧洲音乐家、文学家和帝王将相，包括歌德、贝多芬与拿破仑等人，在本作中都有亮相。但作品除了描绘了这些人真实的历史功绩之外，也根据其性格为其虚构了特殊的能力等要素（例如弗朗茨·约瑟夫·海顿在本作中，除了其原本的音乐家身份外，更被设定为一位武艺高强的武术家）。

## 登場人物
Yuki／約翰·沃爾夫岡·馮·歌德
本作主人公，亦是故事的敘述者。高中二年級。祖母是匈牙利人，故擁有四分之一的匈牙利血統。家中雙親與祖父都從事音樂行業的工作，故對於音樂有不少瞭解，但不會演奏樂器。書中的描述似乎在暗示Yuki正是由杉井光撰寫的輕小說《離別的鋼琴奏鳴曲》中，主人公檜川直巳與蛯澤真冬的兒子。
故事開始時，Yuki在高中圖書館閱讀歌德著作時，遇上了女惡魔梅菲斯特，因而意外的穿越到了1804年的魏瑪公國。穿越的原因是因為大作家約翰·沃爾夫岡·馮·歌德希望能夠擁有一具嶄新的軀體，於是與惡魔簽訂了契約，惡魔於是選定了Yuki，作為「嶄新的軀體」的目標，將其帶回了1804年。於是在作品中，Yuki保留了歌德的記憶與能力，並以歌德的身份開始了穿越後的生活。由於與惡魔簽訂了契約，Yuki在穿越時失去了自己真實的名字，而只記得最後兩個字是「Yuki」。
在穿越之初害怕涉及歷史會影響到未來世界，以及出於對可能洩露古人未來命運的擔憂與恐懼，並不願主動與人交往。但在之後與歌德的摯友席勒，和路德維卡·馮·貝多芬的交流中，逐漸敞開了心扉。第一卷最後開始著手撰寫長篇巨著《浮士德》。
發自內心的喜歡著音樂，尤其是貝多芬和韋伯的作品。
路德維卡·馮·貝多芬
本作女主人公。年齡不詳，外表看來在14-15歲左右，留著及腰的紅髮，身旁的人稱她為「小路」。
第一人稱是，會說出很理性的發言。是一個性格可愛、喜愛貓咪的少女，甚至擁有貴族組成的親衛隊。對於音樂行業的關係者很挑剔。
一開始並不相信Yuki穿越成了歌德，對他很冷淡，但逐漸承認並開始信賴他。是作品中除了梅菲斯特之外，唯一稱呼他「Yuki」的人。
正如「樂聖少女」的名字一般，她從很小開始就擁有高超的鋼琴彈奏技法與作曲能力，被人稱為「樂聖」。聽覺的記憶力很強，哪怕只聽過一次的音樂都可以照著記憶寫出樂譜。經常在山野遊玩，雖然身體嬌小但意外的體能很好。
梅菲斯托費勒斯
將Yuki帶回19世紀的女惡魔，和路德維卡一樣用「Yuki」稱呼他。大部分時候以會飛的大姐姐形象出現，但外形保留了魔鬼的特徵。真正形態是一隻大黑狗。
本來只有Yuki能看見她並與她對話，但第二卷後也能和路德維卡對話。
表示自己也喜歡可愛的女孩子，尤其是像路德維卡或娜涅特這樣倔強的類型而被Yuki給吐槽。
卡爾·馬利亞·馮·韋伯
海頓的得意門生，與惡魔薩米爾簽訂了契約的纖細美青年。原本擁有連路德維卡都讚賞的優美聲線，但由於在拿破崙攻打薩爾茨堡一戰中受了重傷，而喪失了唱歌的能力，一度心灰意冷，企圖一死了之。之後，為了向拿破崙復仇而和惡魔薩米爾簽訂了「獲得魔彈以消滅拿破崙的靈魂」的契約。
從薩米爾口中，韋伯得知了Yuki的真實身份，稱他為「浮士德」。當初制定的復仇計劃被Yuki打亂，但在Yuki的熱心幫助下逐漸打開了心扉。在於拿破崙的最後決戰開始前，將自己的愛刀贈給Yuki作為紀念。
路德維卡叫她「瑪利亞」，本人很不喜歡這個稱呼。但實際上韋伯是路德維卡的樂迷。
契約的原型來自韋伯的著名作品《魔彈射手》。
薩米爾
與韋伯簽訂契約，將魔彈贈與他的男性惡魔。扭曲的愛著韋伯，對打亂他的契約的Yuki有著殺意。
約翰·弗裡德里希·席勒
歷史上與歌德齊名的大文豪，在本作中以歌德親友的身份登場。因為名字的第一個詞和歌德一樣，於是相互稱呼為「沃爾夫」和「弗雷迪」。因為身患肺結核，於是過著風流自在的生活，讓Yuki有些難以接受。他也是歌德作品的樂迷。曾經和歌德在魏瑪共同工作，但有一天突然失蹤。第一卷最後病逝。
娜涅特
施特賴歇爾鋼琴工坊的女店主，擁有頂尖的鋼琴製作技術，因此獲得了很多顧客與極高的人氣。有些溺愛路德維卡，以為她生產出最好的鋼琴為目標，曾為了製作路德維卡的專用鋼琴，獨自深入交戰中的法國與意大利。只要是關於路德維卡的事就雖死不辭。料理水平不好，曾經向Yuki取經。
拿破崙·波拿巴
本作中如同正史，也是作為法蘭西帝國的開國皇帝登場。和Yuki一樣也是與惡魔簽訂了契約的穿越者，但特別之處是陷入了被殺之後能夠重生的循環。為了從這一循環當中解脫，正在尋找能夠殺死自己的人。
與正史不同的設定是，他僅憑一人之力就擊敗了神聖羅馬帝國的軍隊，但不喜歡無端的殺戮。
貴族同僚們
組成了「路德維卡妹妹樂迷俱樂部」的變態集團。
鬥魂騎士團
仰慕卡爾·韋伯的男子集團，因為Yuki曾救過韋伯所以對Yuki十分尊敬。
弗朗茨二世
神聖羅馬帝國的末代皇帝，瑪麗·路易莎的父親，魯道夫的哥哥。十分信賴Yuki，並向他詢問未來。
瑪麗·路易莎
12歲，可愛調皮的公主，仰慕Yuki。
魯道夫
弗朗茨二世相差二十歲的弟弟，仰慕Yuki。
是未來的紅衣主教、史稱魯道夫大公，是路德維卡的贊助者。
亞歷山大一世
俄羅斯皇帝，金髮碧眼的美貌青年，被弗朗茨二世稱為「雙刀使」。一見鍾情一般的看上了Yuki。

## 出版情况

### 小说
| 集數 | ASCII Media Works | ASCII Media Works      | 台灣角川      | 台灣角川               | 天闻角川       | 天闻角川               |
| 集數 | 發售日期          | ISBN                   | 發售日期      | ISBN                   | 發售日期       | ISBN                   |
| ---- | ----------------- | ---------------------- | ------------- | ---------------------- | -------------- | ---------------------- |
| 1    | 2012年5月10日     | ISBN 978-4-04-886566-1 | 2013年6月5日  | ISBN 978-986-325-357-0 | 2013年12月20日 | ISBN 978-7-5356-6683-3 |
| 2    | 2012年9月7日      | ISBN 978-4-04-886896-9 | 2013年8月16日 | ISBN 978-986-325-482-9 | 2015年12月20日 | ISBN 978-7-5490-0965-7 |
| 3    | 2013年2月9日      | ISBN 978-4-04-891375-1 | 2014年1月11日 | ISBN 978-986-325-713-4 | 2016年5月5日   | ISBN 978-7-5490-1049-3 |
| 4    | 2013年11月9日     | ISBN 978-4-04-866106-5 | 2014年8月27日 | ISBN 978-986-366-091-0 |                |                        |

### 海外出版
《乐圣少女》小说的繁体中文版由台湾角川取得版权，繁體中文版第一冊已於2013年6月初發售，译者为陳令嫻。
简体中文版由天闻角川于2012年11月取得版权，然而在取得版权十三个月后的2013年12月20日才最终出版第一卷，几乎是天闻角川引进轻小说中速度最慢的。第一卷译者为Makoto。